# Future Future Future Perfect
Future Future Future Perfect är ett album av Freezepop som släpptes den 25 september 2007.

## Låtförteckning
1. "Less Talk More Rokk" – 4:54
2. "Pop Music is Not a Crime" – 3:52
3. "Frontload" – 5:18
4. "Thought Balloon" – 3:21
5. "Ninja of Love" – 3:13
6. "Brainpower" – 2:10
7. "Do You Like My Wang™?" - 4:16
8. "He Says, She Says" – 5:15
9. "Do You Like Boys?" - 3:03
10. "Swimming Pool" - 6:56
11. "Afterparty" - 4:11